# Liste der Biografien/Kolf
Liste der Biografien |
Portal Biografien |
Personensuche
# |
A |
B |
C |
D |
E |
F |
G |
H |
I |
J |
K |
L |
M |
N |
O |
P |
Q |
R |
S |
T |
U |
V |
W |
X |
Y |
Z |
?
 
Ka |
Kb |
Kc |
Kd |
Ke |
Kf |
Kg |
Kh |
Ki |
Kj |
Kl |
Km |
Kn |
Ko |
Kp |
Kr |
Ks |
Kt |
Ku |
Kv |
Kw |
Ky |
Kx |
Kz
 
Koa |
Kob |
Koc |
Kod |
Koe |
Kof |
Kog |
Koh |
Koi |
Koj |
Kok |
Kol |
Kom |
Kon |
Koo |
Kop |
Kor |
Kos |
Kot |
Kou |
Kov |
Kow |
Kox |
Koy |
Koz
 
Kola |
Kolb |
Kolc |
Kold |
Kole |
Kolf |
Kolg |
Kolh |
Koli |
Kolj |
Kolk |
Koll |
Kolm |
Koln |
Kolo |
Kolp |
Kolr |
Kols |
Kolt |
Kolu |
Kolv |
Kolw |
Koly |
Kolz
Die Liste der Biografien führt alle Personen auf, die in der deutschsprachigen Wikipedia einen Artikel haben. Dieses ist eine Teilliste mit 7 Einträgen von Personen, deren Namen mit den Buchstaben „Kolf“ beginnt.

## Kolf
- Kolf, Marie C. van der (1894–1956), niederländische Klassische Philologin und Gymnasiallehrerin

### Kolfe
- Kolfenbach, Josef (1905–1945), deutscher römisch-katholischer Geistlicher, Redemptorist und Märtyrer

### Kolff
- Kolff, Willem (1911–2009), niederländischer Arzt und Erfinder der künstlichen Niere

### Kolfh
- Kolfhaus, Florian (* 1974), deutscher römisch-katholischer Priester, Diplomat und Autor
- Kolfhaus, Heinrich (1879–1956), evangelischer Pfarrer
- Kolfhaus, Herbert (1916–1987), deutscher Karikaturist

### Kolfs
- Kolfschoten, Hans (1903–1984), niederländischer Politiker